# Petite Savanne
Petite Savanne war ein Ort im Südosten von Dominica. Die Gemeinde hatte im Jahr 2011 753 Einwohner. Petite Savanne lag im Parish Saint Patrick.

## Geschichte
Am 27. August 2015 verursachte Hurrikan Erika starke Regenfälle. Mehrere Erdrutsche verwüsteten Petite Savanne. Hierbei kamen im Ort mindestens 27 Menschen ums Leben. Fast 60 Prozent der Häuser wurden zerstört. Der Ort war zunächst einige Tage isoliert und auch nach einer Woche nur aus der Luft oder vom Wasser aus erreichbar. 823 Bewohner wurden anschließend dauerhaft evakuiert.

## Geographische Lage
Die Region um die Stadt wies einige der steilsten Hänge Dominicas auf.